# Klaus Hellwig
Klaus Hellwig (* 3. August 1941 in Essen) ist ein deutscher Pianist und Hochschullehrer.

## Leben und Wirken
Hellwig absolvierte seine Studien bei Detlef Kraus in Essen und Pierre Sancan in Paris sowie im Rahmen von Meisterkursen bei Guido Agosti und Wilhelm Kempff und ist Preisträger internationaler Wettbewerbe.
Er konzertierte als Solist weltweit u. a. in Europa, den USA, Brasilien, Australien und Asien mit renommierten Orchestern wie dem  San Francisco Symphony Orchestra, dem Sinfonieorchester des BR, dem Sinfonieorchester des NDR, dem WDR Sinfonieorchester, dem Baltimore Symphony Orchestra, der Philharmonia Hungarica und der Krakauer Philharmonie.
Als Kammermusiker bildete er mit Christiane Edinger und Lluís Claret das Berlin Trio und konzertierte gemeinsam u. a. mit den Bläsern der Berliner Philharmoniker, dem Philharmonischen Streichoktett Berlin sowie dem Oktett des Cleveland Orchestra.
Als Professor für Klavier unterrichtete Hellwig von 1970 bis 1980 an der Folkwang-Hochschule Essen und seit 1980 an der Universität der Künste Berlin. Außerdem gibt er weltweit Meisterkurse und ist Jury-Mitglied bei internationalen Wettbewerben. Er veröffentlichte zahlreiche Schallplatten und CDs und machte Aufnahmen mit deutschen Rundfunkanstalten.